# Chess Kenya
Chess Kenya est l'organisme qui a pour but de promouvoir la pratique des échecs au Kenya. Cette fédération nationale est affiliée à la Fédération internationale des échecs depuis 1980.